# Páramo del Sil
Páramo del Sil és un municipi de la província de Lleó, a la comunitat autònoma de Castella i Lleó. Limita al nord amb Astúries, a l'est amb Palacios del Sil, al sud amb Toreno, Fabero, Noceda del Bierzo i Igüeña i a l'oest amb Peranzanes. Forma part de la comarca d'El Bierzo i està format pels nuclis de:
- Páramo del Sil
- Santa Cruz del Sil
- Villamartín del Sil
- Anllares
- Sorbeda
- Argayo
- Anllarinos
- Salentinos
- Leoneza
- Primout

## Demografia
| 1590 |  | 1787 |  | 1863 |  | 1900 |  | 1930 |  | 1960 |  | 2001 |  | 2004 |  | 2005 |  | 2006 |
| ---- |  | ---- |  | ---- |  | ---- |  | ---- |  | ---- |  | ---- |  | ---- |  | ---- |  | ---- |
| 1255 |  | 961  |  | 2268 |  | 2284 |  | 2693 |  | 4020 |  | 1785 |  | 1580 |  | 1534 |  | 1557 |